# NGC 4369
NGC 4369 is een spiraalvormig sterrenstelsel in het sterrenbeeld Jachthonden. Het hemelobject werd op 17 maart 1787 ontdekt door de Duits-Britse astronoom William Herschel.

## Synoniemen
- UGC 7489
- IRAS 12221+3939
- MCG 7-26-4
- ZWG 216.2
- MK 439
- KUG 1222+396
- PGC 40396